# Winterlicious
Winterlicious è l'undicesimo album in studio della cantante statunitense Debbie Gibson, pubblicato nel 2022.

## Tracce
1. Let It Snow – 2:48
2. I Wish Everyday Was Christmas – 3:23
3. God Rest Ye Merry Gentlemen – 3:10
4. Heartbreak Holiday (duet with Joey McIntyre) – 4:31
5. The Gift – 4:12
6. Christmas Star – 3:18
7. Jingle Those Bells – 3:17
8. The Candy Man – 3:00
9. Christmas Dreams – 3:13
10. Sleigh Ride (Remastered) – 3:13
11. Jingle Bell Rock/The Christmas Song – 3:18
12. Illuminate – 4:07
13. White Christmas (duet with Daddy Joe) – 3:06
14. Cheers! – 4:24